# Майданецька сільська рада
Майдане́цька сільська́ ра́да — адміністративно-територіальна одиниця та орган місцевого самоврядування в Тальнівському районі Черкаської області. Адміністративний центр — село Майданецьке.

## Загальні відомості
- Населення ради: 2 369 осіб (станом на 2001 рік)

## Населені пункти
Сільській раді підпорядковані населені пункти:
- с. Майданецьке
- с-ще Новомайданецьке

## Склад ради
Рада складалася з 16 депутатів та голови.
- Голова ради: Свідерський Юрій Володимирович
- Секретар ради: Плахотна Тетяна Олексіївна

### Керівний склад попередніх скликань
| Прізвище, ім'я, по батькові    | Основні відомості                                                                                                | Дата обрання | Дата звільнення |
| ------------------------------ | --- | ------------ | --------------- |
| Мусієнко Петро Савич           | Сільський голова, 1949 року народження, освіта середня спеціальна, член Всеукраїнського об'єднання «Батьківщина» | 26.03.2006   | 31.10.2010      |
| Мусієнко Петро Савич           | Сільський голова, 1949 року народження, освіта середня спеціальна, безпартійний                                  | 31.10.2010   | 10.04.2013      |
| Свідерський Юрій Володимирович | Сільський голова, 1970 року народження, освіта вища, безпартійний                                                | 15.12.2013   |                 |

Примітка: таблиця складена за даними сайту Верховної Ради України

### Депутати
За результатами місцевих виборів 2010 року депутатами ради стали:

#### За суб'єктами висування
| Суб'єкт висування | Кількість обраних депутатів | %    |
| ----------------- | --------------------------- | ---- |
| Самовисування     | 14                          | 87,5 |
| Партія регіонів   | 2                           | 12,5 |

#### За округами
| № округу        | Прізвище, ім'я, по батькові    | Дата визнання обраним | Освіта  | Партійна приналежність | Відомості про обраного депутата                             |
| --------------- | ------------------------------ | --------------------- | ------- | ---------------------- | ----------------------------------------------------------- |
| Партія регіонів |                                |                       |         |                        |                                                             |
| 11              | Розгон Ніна Дмитрівна          | 02.11.2010            | вища    | член Партії регіонів   | ПСП"Лідер", бухгалтер                                       |
| 13              | Заболотня Лариса Володимирівна | 02.11.2010            | вища    | член Партії регіонів   | ТОВ"Об'єднана с/г компанія", зав. складом                   |
| Самовисування   |                                |                       |         |                        |                                                             |
| 1               | Кутова Людмила Денисівна       | 02.11.2010            | вища    | член Партії регіонів   | СТОВ Колос, директор                                        |
| 2               | Кутовий Олександр Валентинович | 02.11.2010            | вища    | член Народної партії   | СТОВ «Колос», гол. агроном                                  |
| 3               | Коваль Василь Анатолійович     | 02.11.2010            | середня | позапартійний          | ФГ «Марцеліна 2005», голова                                 |
| 4               | Мойко Лариса Петрівна          | 02.11.2010            | вища    | позапартійна           | СТОВ Колос, зав. свинофермою                                |
| 5               | Мойко Леонід Трохимович        | 02.11.2010            | середня | позапартійний          | СТОВ «Колос», зав. гаражем                                  |
| 6               | Кихтенко Сергій Григорович     | 02.11.2010            | вища    | член Народної партії   | СТОВ Колос, обліковець                                      |
| 7               | Оверченко Валентин Іванович    | 02.11.2010            | вища    | позапартійний          | СТОВ «Колос», бригадир тракторної бригади                   |
| 8               | Шевченко Анатолій Іванович     | 02.11.2010            | вища    | позапартійний          | пенсіонер                                                   |
| 9               | Драган Тетяна Миколаївна       | 02.11.2010            | вища    | позапартійна           | с/рада, архіваріус                                          |
| 10              | Вовк Віра Іванівна             | 02.11.2010            | вища    | позапартійна           | с/рада, діловод                                             |
| 12              | Ротаєнко Наталія Анатоліївна   | 02.11.2010            | вища    | позапартійна           | ПСП «Лідер», вагар                                          |
| 14              | Плахотна Тетяна Олексіївна     | 02.11.2010            | вища    | позапартійна           | сільська рада, секретар                                     |
| 15              | Зелінська Таміла Володимирівна | 02.11.2010            | вища    | позапартійна           | Майданецька загальноосвітня школа І-ІІІ ст., в.о. директора |
| 16              | Липкань Лариса Миколаївна      | 02.11.2010            | вища    | позапартійна           | д/садок, пом. вихователя                                    |